# Wait Until Dark (película de 1982)
Wait Until Dark es un telefilme estadounidense del género suspenso de 1982, dirigido por Barry Davis, está basado en una obra de teatro de Frederick Knott, musicalizado por Lalo Schifrin y los protagonistas son Katharine Ross, Stacy Keach y Joshua Bryant, entre otros. Este largometraje fue producido por Intrepid Production y Paul Heller Productions; se estrenó el 20 de junio de 1982.

## Sinopsis
Tres malhechores llevan adelante una compleja estafa a una mujer no vidente, ella tiene en su poder una muñeca que es muy incriminatoria, pero no lo sabe.